# Capolago
Capolago est un quartier de Mendrisio et une ancienne commune suisse du canton du Tessin.

## Géographie

Photo aérienne (1964)

Le quartier de Capolago est située sur la rive sud du lac de Lugano (aussi appelé Lago Ceresio).

## Histoire
Depuis le 5 avril 2009, la commune de Capolago a été intégrée à la commune de Mendrisio comme Tremona, Arzo, Genestrerio, Rancate. Son numéro OFS a été le 5247.